# اسپارتاکوس
اسپارتاکوس (به یونانی: Σπάρτακος) (به لاتین: Spartacus) برده‌ای بود که علیه جمهوری روم بپاخاست. اسپارتاکوس رهبری انقلاب ضد برده‌داری سوم را بر عهده داشت.

## پیش‌زمینه
برده رومی، و رهبر انقلاب ضد برده‌داری، در اصل از مردم تراکی بود که در رم در مدرسه تعلیم گلادیاتورها (که در آن بردگان را برای جنگ با یکدیگر آماده می‌کردند) تعلیم می‌دید. در سال ۷۳ ق-م در این مدرسه، برضد برده‌داری رهبری قیامی را بعهده گرفت و خبر آن به سرعت در سراسر روم پیچید، هزاران نفر برده از هر رنگ و نژاد تحت رهبری اسپارتاکوس قرار گرفتند. سنای روم چندین سپاه به مقابله آن‌ها فرستاد، اما همه این سپاهیان به وسیلهٔ برده‌ها در هم شکسته شدند. آنگاه مارکس لیسی نیوس کراسوس فرماندهی سپاهیان روم را برای درهم شکستن انقلاب بردگان در دست گرفت و در سال ۷۱ قبل از میلاد اسپارتاکوس را در نبردی سهمگین شکست داده اسپارتاکوس کشته شد و بردگان بسیار بخاک و خون درغلتیدند. آنچه در زیر می‌خوانید نقل و اقتباسی است از رمان جالب و دلفریب اسپارتاکوس نوشته نویسنده نامدار آمریکایی هوارد فاست (۱۹۱۴)
«کریکسوس غلامی غول‌آسا در سلول مجاور اسپارتاکوس بود، قصه پردرد قیام بردگان و عملیات جنگی بی پایان بردگان سیسیل را که بیش از نیم قرن پیش شروع شده بود بتفصیل برایش تعریف کرد. اسپارتاکوس با آنکه برده و برده زاده بود، اینک در اینجا، در میان همنوعان خویش، پهلوانانی را می‌دیدند که شکوه و عظمتشان با شکوه و عظمت اخیلوس و هکتور و ادیسه خردمند برابری می‌نمود و حتی از آن هم درمی‌گذشت… اما چه شیر مردانی! از سویی انوس (Enus) بود که تمام غلامان جزیره را آزاد کرده و سه سپاه روم را نابود ساخته بود؛ از سویی دیگر آتنیون (Atenion) یونانی سائویوس تراکی او ندارت ژرمنی و بن جواش یهودی _ همان بن جواشی که با کشتی از کارتاژ گریخته و با کلیه سرنشینان آن به آتنیون پیوسته بود.
اسپارتاکوس هنگامی که این چیزها را می‌شنید احساس می‌کرد که قلبش از غرور مالامال شده‌است. احساس پاکی از برادری و همدردی نسبت به این پهلوانان و شیرمردان وجودش را می‌آگند یکپارچه همدردی می‌شد. آن‌ها را خوب می‌شناخت، می‌دانست چه احساس می‌کردند و رؤیای چه چیز را می‌دیدند و در آرزوی چه می‌سوختند. کشور و شهر و نژاد مفهومی نداشت؛ بندگی و بردگیشان یک امر مشترک بود. در عین حال می‌دید که با وجود همه عظمت رقت‌انگیزی که قیام‌هایشان داشت نتیجه کار باز عدم موفقیت بود و …

## قیام اسپارتاکوس

### آغاز قیام
قیام اسپارتاکوس در سال ۷۳ پیش از میلاد آغاز شد. اسپارتاکوس از اهالی شمال دریای اژه و از مردم تراکی بود. وی در جنگی اسیر ارتش روم شد و سپس به جمع گلادیاتورها پیوست. در رم در مرکز آموزشی گلادیاتورها (که در آن بردگان را برای مبارزه با یکدیگر آماده می‌کردند) کار می‌کرد. در پی ظلم و ستمی که بر بردگان در روم باستان وارد می‌شد، اسپارتاکوس دست به قیام گسترده‌ای زد و در راه آزادی به همراه بردگانی که به او پیوسته بودند، به پیروزی‌های بزرگی نیز دست یافت؛ و حتی توانست گایوس کلودیوس گلابر (Gaius Claudius Glaber) را به همراه تعداد زیادی از سپاهیانش شکست دهد.

### گسترش قیام

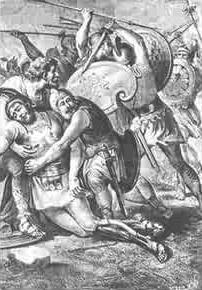
شکست اسپارتاکوس

پیام قیام ضد برده‌داری اسپارتاکوس به سرعت در سرتاسر روم پیچید. بردگان، در کشورهای اطراف، دست به شورش زدند و اربابان خود را کشتند و خانه‌ها و انبارهای آن‌ها را به آتش کشیدند. هزاران برده، از رنگ و نژادهای گوناگون، به سپاه اسپارتاکوس پیوستند و تحت رهبری او به مبارزه پرداختند. سنای روم چندین سپاه به مقابله آن‌ها فرستاد، اما برده‌ها این سپاهیان را در هم شکستند. بدین ترتیب، اسپارتاکوس چند سال در برابر سپاه منظم و مجهز روم پایداری کرد.

### پایان قیام
آنگاه، مارکوس لایکینیوس کراسوس فرماندهی سپاهیان روم را برای درهم شکستن انقلاب بردگان در دست گرفت. او در سال ۷۱ پیش از میلاد اسپارتاکوس را در جنگی سخت شکست داد.
و بیش از ۶۰۰۰ نفر به صلیب کشیده شد و قیامش پایان یافت، این در حالی بود که هیچ‌کدام از همراهانش حاضر به معرفی او به رومیان نشدند. با این حال ۵۰۰۰ برده نیز از دستگیری نجات یافتند.
روایت دیگری هم هست که می‌گوید اسپارتاکوس در میدان نبرد کشته شده و یارانش را در دوطرف جاده آپیا که یکی از جاده‌های منتهی به رم بود به صلیب کشیدند که این روایت معتبر تر از روایات دیگر است.

### کلاسیک
- آپیان. Civil Wars. Translated by J. Carter. (Harmondsworth: Penguin Books, 1996)
- Florus. Epitome of Roman History. (London: W. Heinemann, 1947)
- Orosius. The Seven Books of History Against the Pagans. Translated by Roy J. Deferrari. (Washington, DC: Catholic University of America Press, 1964).
- پلوتارک. Fall of the Roman Republic. Translated by R. Warner. (London: Penguin Books, 1972)، with special emphasis placed on "The Life of Crassus" and "The Life of Pompey".
- سالوست. Conspiracy of Catiline and the War of Jugurtha. (London: Constable, 1924)

### مدرن
- Bradley, Keith R. Slavery and Rebellion in the Roman World, 140 B.C. –70 B.C. Bloomington; Indianapolis: Indiana University Press, 1989 (hardcover, ISBN 0-253-31259-0); 1998 (paperback, ISBN 0-253-21169-7). [Chapter V] The Slave War of Spartacus, pp. 83–101.
- Rubinsohn, Wolfgang Zeev. Spartacus' Uprising and Soviet Historical Writing. Oxford: Oxbow Books, 1987 (paperback, ISBN 0-9511243-1-5).
- Spartacus: Film and History, edited by Martin M. Winkler. Oxford: Blackwell Publishers, 2007 (hardcover, ISBN 1-4051-3180-2; paperback, ISBN 1-4051-3181-0).
- Trow, M.J. Spartacus: The Myth and the Man. Stroud, United Kingdom: Sutton Publishing, 2006 (hardcover, ISBN 0-7509-3907-9).
- Genner, Michael. "Spartakus. Eine Gegengeschichte des Altertums nach den Legenden der Zigeuner". Two volumes. Paperback. Trikont Verlag, München 1979/1980. Vol 1 53-X Vol 2
- Plamen Pavlov, Stanimir Dimitrov,Spartak - sinyt na drenva Trakija/Spartacus - the Son of ancient Thrace. Sofia, 2009, ISBN 978-954-378-024-2